# Julvärd
Julvärd kallas den programpresentatör (hallåa) som presenterar TV- eller radiotablån på julafton. Utöver programpresentation kan julvärden tala om exempelvis julen som högtid och vad den kan innebära. Det kan vara direktsänt eller förinspelat.

## Utvecklingen i TV i Sverige

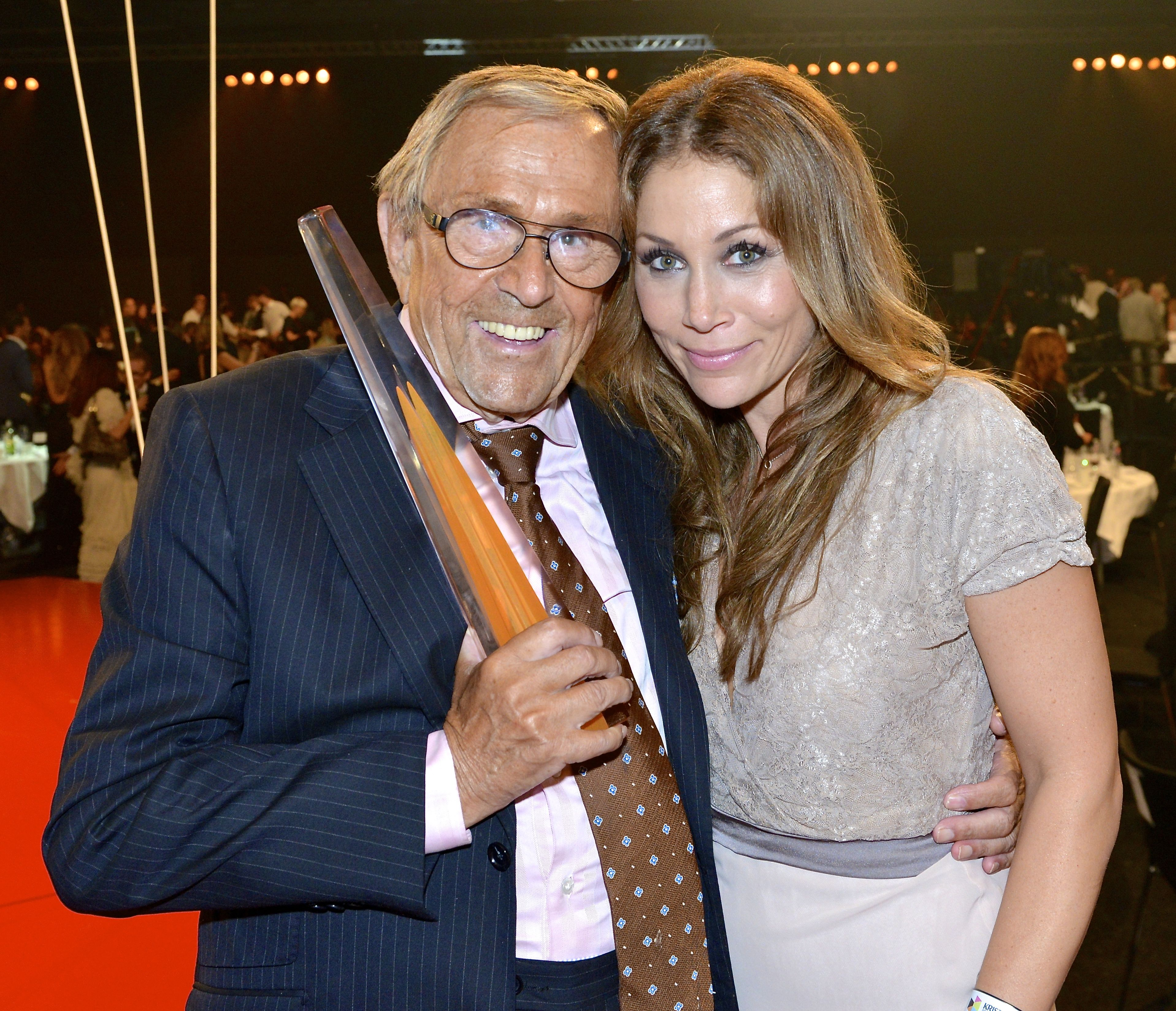
Arne Weise var julvärd på SVT 1 ett flertal gånger mellan åren 1964 och 2002. Tilde de Paula har flera år varit julvärd på TV4.

Den första personen som finns onämnd som värd på TV under julafton är Gerd Almgren från julafton 1959. Under kommande årtionden varierar julvärdskapet från år till år.
När Sveriges Radio/TV (senare Sveriges Television) övergick till att ha två kanaler, kom julvärden att förekomma i TV 1. Arne Weise har blivit mycket förknippad med rollen eftersom han återkom som julvärd i flera år med början 1980. Sedan 2003 har det återigen varit olika personer som fått presentera julaftonens tablå. Efter att Weise slutat som julvärd på SVT återkom han som julvärd på webb-TV-kanalen News55 på julafton 2015.
TV3 har också sporadiskt haft en julvärd. Under flera år i början av 1990-talet var Hasse Aro TV3:s julvärd, 2003 var det Bosse Larsson och 2009 presenterades dess julaftonsprogram av Anna Anka. 2017 inledde Arne Weise julen i TV3 och sågs av 120 000 tittare.
TV4 införde sin egen julvärd 2003 som ett försök att konkurrera med SVT1 när Arne Weise slutat som julvärd. TV4 har haft julvärd 2003–2005 och under de flesta åren på 2010-talet. Ibland har man haft samma julvärd mer än ett år. Innan det hade TV4 en ordinarie hallåa som presenterade programmen under julafton.
TV6 utlyste i samarbete med Telia en tittartävling inför julen 2011 kallad Tittarens jul. Vinnaren fick skapa sin drömtablå och vara julvärd i TV6.

## Julvärdar i Sveriges Radio
Sveriges Radio P1:s julvärdstradition inleddes 2007 med tidigare Östeuropakorrespondenten Kjell Albin Abrahamson. Han återkom sedan som julvärd varje år till och med 2012. Därefter har man, likt SVT, en ny julvärd för varje år.

## Svenska julvärdar på TV genom tiderna
| År   | SVT 1                                                          | TV4                                   |
| ---- | -------------------------------------------------------------- | ------------------------------------- |
| 1959 | Gerd Almgren                                                   | Kanalen hade inte startat             |
| 1960 | Hallåornas jul, med bland andra Jeanette von Heidenstam        | Kanalen hade inte startat             |
| 1961 | Ragna Nyblom                                                   | Kanalen hade inte startat             |
| 1962 | Jeanette von Heidenstam, Katarina Widell och Barbro Elfström   | Kanalen hade inte startat             |
| 1963 | Birgitta Sandstedt och Ewonne Christensen                      | Kanalen hade inte startat             |
| 1964 | Birgitta Sandstedt och Arne Weise                              | Kanalen hade inte startat             |
| 1965 | Kerstin Sterner och Maud Husberg                               | Kanalen hade inte startat             |
| 1966 | Arne Weise och Alicia Lundberg                                 | Kanalen hade inte startat             |
| 1967 | Inger Egler, Marianne Klöfverskjöld och Alicia Lundberg        | Kanalen hade inte startat             |
| 1968 | Ingrid von Heijne, Amelie Appelin, Catrine Duclos, Inger Egler | Kanalen hade inte startat             |
| 1969 | Anita Lindman och Lasse Holmqvist                              | Kanalen hade inte startat             |
| 1970 | Catrine Duclos, Sven Lindberg och Anita Lindman                | Kanalen hade inte startat             |
| 1971 | Lasse Holmqvist                                                | Kanalen hade inte startat             |
| 1972 | Isa Quensel och Olle Norell                                    | Kanalen hade inte startat             |
| 1973 | Anders Erik Malm                                               | Kanalen hade inte startat             |
| 1974 | Ingemar Glemme                                                 | Kanalen hade inte startat             |
| 1975 | Lars Orup                                                      | Kanalen hade inte startat             |
| 1976 | Ingemar Glemme                                                 | Kanalen hade inte startat             |
| 1977 | Ingemar Glemme                                                 | Kanalen hade inte startat             |
| 1978 | Jeanette von Heidenstam                                        | Kanalen hade inte startat             |
| 1979 | Jeanette von Heidenstam                                        | Kanalen hade inte startat             |
| 1980 | Arne Weise och Jeanette von Heidenstam                         | Kanalen hade inte startat             |
| 1981 | Arne Weise                                                     | Kanalen hade inte startat             |
| 1982 | Arne Weise                                                     | Kanalen hade inte startat             |
| 1983 | Arne Weise                                                     | Kanalen hade inte startat             |
| 1984 | Arne Weise                                                     | Kanalen hade inte startat             |
| 1985 | Arne Weise                                                     | Kanalen hade inte startat             |
| 1986 | Arne Weise                                                     | Kanalen hade inte startat             |
| 1987 | Arne Weise                                                     | Kanalen hade inte startat             |
| 1988 | Björne (Jörgen Lantz) och Per Öhnell                           | Kanalen hade inte startat             |
| 1989 | Johan Sandström                                                | Kanalen hade inte startat             |
| 1990 | Johan Sandström                                                | Kanalen hade inte startat             |
| 1991 | Arne Weise                                                     | Catharina Alinder                     |
| 1992 | Arne Weise                                                     | Agneta Sjödin                         |
| 1993 | Arne Weise                                                     |                                       |
| 1994 | Arne Weise                                                     | Catharina Alinder                     |
| 1995 | Arne Weise                                                     | Rickard Sjöberg                       |
| 1996 | Arne Weise                                                     | Åse Åsenlund                          |
| 1997 | Arne Weise                                                     |                                       |
| 1998 | Arne Weise                                                     | Åse Åsenlund                          |
| 1999 | Arne Weise                                                     | Jenny Harrysson                       |
| 2000 | Arne Weise                                                     |                                       |
| 2001 | Arne Weise                                                     | Caisa Lindblad                        |
| 2002 | Arne Weise                                                     | Lucette Rådström                      |
| 2003 | Lotta Bromé                                                    | Kristian Luuk                         |
| 2004 | Ernst Kirchsteiger                                             | Anna Lindmarker och Steffo Törnquist  |
| 2005 | Blossom Tainton Lindquist                                      | Josefin Crafoord och Lucette Rådström |
| 2006 | Ingvar Oldsberg                                                | Ingen julvärd                         |
| 2007 | Anne Lundberg                                                  | Ingen julvärd                         |
| 2008 | Lasse Kronér                                                   | Ingen julvärd                         |
| 2009 | Lisbeth Åkerman                                                | Ingen julvärd                         |
| 2010 | André Pops                                                     | Tilde de Paula                        |
| 2011 | Kalle Moraeus                                                  | Ingen julvärd                         |
| 2012 | Sarah Dawn Finer                                               | Agneta Sjödin                         |
| 2013 | Petra Mede                                                     | Tilde de Paula                        |
| 2014 | Henrik Dorsin                                                  | Anna Brolin                           |
| 2015 | Gina Dirawi                                                    | Bengt Magnusson                       |
| 2016 | Sanna Nielsen                                                  | Bengt Magnusson                       |
| 2017 | Erik Haag och Lotta Lundgren                                   | Marie och Gustav Mandelmann           |
| 2018 | Kattis Ahlström                                                | Ingen julvärd                         |
| 2019 | Marianne Mörck                                                 | Ingen julvärd                         |
| 2020 | Lars Lerin                                                     | Tilde de Paula Eby                    |
| 2021 | Tareq Taylor                                                   | Tilde de Paula Eby                    |
| 2022 | Babben Larsson                                                 | Ingen julvärd                         |
| 2023 | David Batra                                                    | Ingen julvärd                         |
| 2024 | Mark Levengood                                                 | Ingen julvärd                         |